# Meriten
Das Wort Meriten wurde in der Bedeutung „Verdienste“ im 16. Jahrhundert aus dem gleichbedeutenden  französischen mérite entlehnt. Das französische Wort wiederum geht auf das lateinische meritum zurück. Meritum ist in der Bedeutung „Verdienst, gutes Werk“ ebenfalls als Fremdwort im Deutschen vertreten.
Von Meriten wird nur in der Mehrzahl gesprochen, es handelt sich um ein Plurale tantum. Das Wort findet sich in Floskeln wie „… hat sich (die) Meriten erworben …“, und wird heute von einigen Wörterbüchern als veraltet betrachtet.
Der Verdienstorden Pour le Mérite („für das Verdienst“) wurde von Friedrich dem Großen (1712–1786) gestiftet und war neben dem Orden vom Schwarzen Adler die bedeutendste Auszeichnung Preußens.
Im 18. Jahrhundert wurden sogenannte Meritentafeln als pädagogisches Mittel der Anerkennung bzw. Missbilligung in den Schulen der philanthropischen Reformbewegung (Philanthropinen) eingesetzt. Es handelte sich dabei um Tafeln, auf denen die aktuellen Leistungen der Schüler in Form einer Rangordnung öffentlich verzeichnet waren. Wettstreit und Ehrgeiz sollte auf diese Weise gefördert werden.
In der zweiten Hälfte des 20. Jahrhunderts prägte der britische Soziologe Michael Young den Begriff „Meritokratie“ für eine auf Leistung, Begabung und Verdienst beruhende Gesellschaftsordnung. 1958 erschien seine utopische Satire The Rise of the Meritocracy (deutscher Titel: Es lebe die Ungleichheit: Auf dem Wege zur Meritokratie).